# رولاند هاميلتون
رولاند هاميلتون (بالإنجليزية: Roland Hamilton)‏ هو سياسي بريطاني (وحمل سابقاً جنسية المملكة المتحدة لبريطانيا العظمى وأيرلندا)، ولد في 23 نوفمبر 1886، وتوفي في 1955. حزبياً، نشط في حزب العمال. في الانتخابات العامة في المملكة المتحدة 1945 ‏، انتخب عضو برلمان المملكة المتحدة الـ38 عن دائرة Sudbury (UK Parliament constituency) ‏ (5 يوليو 1945 – 3 فبراير 1950).